# Ray Nunatak
Il Ray Nunatak è un nunatak antartico, picco roccioso isolato alto 1.630 m, situato subito a nord del Beiszer Nunatak e 9 km a sudest del Dyrdal Peak, nella parte meridionale del Forrestal Range, nei Monti Pensacola, in Antartide. 
Il nunatak è stato mappato dall'United States Geological Survey (USGS) sulla base di rilevazioni e foto aeree scattate dalla U.S. Navy nel periodo 1956-66.
La denominazione è stata assegnata dall'Comitato consultivo dei nomi antartici in onore di James A. Ray, addetto alla manutenzione presso la Stazione Ellsworth nell'inverno del 1957.